# Transcendentietheorie
In de getaltheorie, een deelgebied van de wiskunde, onderzoekt de transcendentietheorie zowel in kwalitatieve als kwantitatieve zin de transcendente getallen.

## Transcendentie
De hoofdstelling van de algebra vertelt ons dat als men een niet-nulzijnde veelterm met geheeltallige coëfficiënten heeft, dat deze veelterm dan ten minste één complexe wortel heeft. Dat wil zeggen dat er voor elk veelterm {\displaystyle P} met geheeltallige coëfficiënten er een complex getal {\displaystyle \alpha } is, zodanig dat {\displaystyle P(\alpha )=0}. De transcendentietheorie houdt zich bezig met de omgekeerde vraag: Bestaat er, gegeven een complex getal {\displaystyle \alpha }, een veelterm {\displaystyle P} met geheeltallige coëfficiënten zodanig dat {\displaystyle P(\alpha )=0}? Als een dergelijke veelterm niet bestaat, wordt het getal transcendent genoemd.
Meer in het algemeen gaat de transcedentietheorie over algebraïsche onafhankelijkheid van getallen. Een verzameling getallen {\displaystyle \{\alpha _{1},\alpha _{2},\ldots ,\alpha _{n}\}} noemt men algebraïsch onafhankelijk over een veld {\displaystyle K}, indien er geen niet-nulzijnde veelterm {\displaystyle P} in {\displaystyle n} variabelen bestaat met coëfficiënten in {\displaystyle K} zodanig dat {\displaystyle P(\alpha _{1},\alpha _{2},\ldots ,\alpha _{n})=0}. Het bepalen of een gegeven getal transcendent is een speciaal geval van algebraïsche onafhankelijkheid, waar de verzameling uit slechts één getal bestaat.
Een verwant, maar breder begrip dan "algebraïsch" is of er een uitdrukking in gesloten vorm voor een getal bestaat, met inbegrip van exponentiële, logaritmische alsmede algebraïsche bewerkingen. Er bestaan verschillende definities van "gesloten vorm", en vragen over gesloten vorm kunnen vaak worden teruggebracht tot vragen over transcendentie.

## Geschiedenis

### Benadering door rationale getallen: van Liouville tot Roth
Gebruik van de term transcendent om te verwijzen naar een object dat niet algebraïsch is, dateert uit de zeventiende eeuw, toen Gottfried Leibniz bewees dat de sinusfunctie geen algebraïsche functie was. De vraag of bepaalde klassen van getallen transcendent kunnen zijn dateert uit 1748 toen Leonhard Euler dat het getal {\displaystyle \log _{a}b} niet algebraïsch was voor rationale getallen {\displaystyle a} en {\displaystyle b}, mits {\displaystyle b} niet van de vorm {\displaystyle b=a^{c}} is voor enig algebraïsch getal {\displaystyle c}.
Eulers bewering werd pas in de twintigste eeuw bewezen, maar bijna honderd jaar na zijn claim slaagde Joseph Liouville er in om het bestaan van getallen te bewijzen die niet algebraïsch zijn, iets dat tot dan toe niet zeker was. Zijn oorspronkelijke artikelen over deze kwestie in de jaren 1840 schetsten argumenten, waarbij hij gebruik maakte van kettingbreuken om transcendente getallen te construeren. Later, in de jaren 1850, gaf hij een noodzakelijke voorwaarde voor het algebraïsch zijn van een getal, en dus een voldoende voorwaarde voor het transcendent zijn van een getal. Dit transcendentiecriterium was echter niet sterk genoeg om ook noodzakelijk te zijn, en inderdaad slaagt dit criterium er niet in om te detecteren dat het getal {\displaystyle e} transcendent is. Maar Liouvilles werk voorzag wel in een grotere klasse van transcendente getallen, die nu te zijner ere bekendstaat als Liouville-getallen.
Het criterium van Liouville zei in wezen dat algebraïsche getallen niet zeer goed benaderd kunnen worden door rationale getallen. Dus als een getal wel zeer goed benaderd kan worden door rationale getallen dan moet het transcendent zijn. De exacte betekenis van "zeer goed benaderd" in Liouvilles werk heeft betrekking op een bepaalde exponent. Hij toonde aan dat, indien {\displaystyle \alpha } een algebraïsch getal van graad {\displaystyle d\geq 2} is en {\displaystyle \varepsilon } enig getal groter dan nul is, dat aan de uitdrukking
{\displaystyle \left|\alpha -{\frac {p}{q}}\right|<{\frac {1}{q^{d+\varepsilon }}}}
dan kan worden voldaan door slechts een eindig aantal rationale getallen {\displaystyle p/q}. Hiervan gebruikmaken als een criterium voor transcendentie is niet triviaal, aangezien men moet controleren of er oneindig veel oplossingen {\displaystyle p/q} voor elke {\displaystyle d\geq 2} zijn.
In de twintigste eeuw reduceerde werk van Axel Thue, Carl Siegel, en Klaus Roth de exponent in Liouvilles werk van {\displaystyle d+\varepsilon } naar {\displaystyle d/2+1+\varepsilon }, en ten slotte, in 1955, tot {\displaystyle 2+\varepsilon }. Dit resultaat, dat bekendstaat als de stelling van Thue-Siegel-Roth, is ogenschijnlijk het best mogelijke, want als de exponent {\displaystyle 2+\varepsilon } wordt vervangen door alleen 2 dan is het resultaat niet langer waar. Serge Lang vermoedde echter een verbetering van het resultaat van Roth; in het bijzonder vermoedde hij dat {\displaystyle q^{2}+\varepsilon } in de noemer aan de rechterkant kon worden teruggebracht tot {\displaystyle q^{2}\log(q)^{1+\varepsilon }}.
Met Roths werk kwam een effectief einde aan de werkzaamheden, zoals deze ruim honderd jaar eerder door Liouville waren gestart. Roths stelling stond het wiskundigen toe om de transcendentie van veel meer getallen, zoals de constante van Champernowne te bewijzen. De stelling is echter nog steeds niet sterk genoeg om alle transcendente getallen op te sporen; vele beroemde constanten, waaronder {\displaystyle e} en {\displaystyle \pi } zijn of niet zeer goed benaderbaar of het is niet bekend of zij zeer goed benaderbaar in bovengenoemde zin zijn.

### Ondersteunende functies: van Hermite tot Baker
Gelukkig werd er in de negentiende eeuw ook met andere methoden gepionierd om zich met de algebraïsche eigenschappen van {\displaystyle e}, en dus ook van {\displaystyle \pi }, uiteen te zetten. Men gebruikte hier de identiteit van Euler voor. Dit werk centreerde zich op het gebruik van de zogenaamde ondersteunende functie. Dit zijn functies, die typisch veel nullen op de punten onder beschouwing hebben. Hier kan "veel nullen" zowel letterlijk veel nullen betekenen, maar ook slechts één nul, maar dan wel met een hoge multipliciteit, of zelfs vele nullen allemaal met hoge multipliciteit. Charles Hermite gebruikte in 1873 ondersteunende functies, die de functies {\displaystyle e^{kx}} benaderden voor elk van de natuurlijke getallen {\displaystyle k} om zo de transcendentie van {\displaystyle e} te bewijzen. Op zijn werk werd in de jaren 1880 voortgebouwd door Ferdinand von Lindemann. Lindemann wilde bewijzen dat {\displaystyle e^{\alpha }} transcendent is voor niet-nulzijnde algebraïsche getallen {\displaystyle \alpha }. In het bijzonder bewees dit dat {\displaystyle \pi } transcendent is, aangezien {\displaystyle e^{\pi }} algebraïsch is, en dus beantwoordde hij de vraag uit de oudheid of het al dan niet mogelijk was om de cirkel te kwadrateren. Het antwoord was nee. Karl Weierstrass ontwikkelde dit werk nog verder en bewees in 1885 uiteindelijk de stelling van Lindemann-Weierstrass.
In het jaar 1900 poneerde David Hilbert zijn beroemde 23 problemen. Het zevende probleem van Hilbert was naar inschatting van Hilbert een van de moeilijkste. In dit zevende probleem vroeg Hilbert zich af of getallen van de vorm {\displaystyle a^{b}}, waar {\displaystyle a} en {\displaystyle b} algebraïsch zijn, {\displaystyle a} ongelijk is aan nul of een, en {\displaystyle b} irrationaal is, transcendent zijn. In de jaren 1930 bewezen Aleksander Gelfond en Theodor Schneider dat al deze getallen inderdaad transcendent waren. Zij maakten daarbij gebruik van een niet-expliciete ondersteunde functie, waarvan het bestaan werd gegarandeerd door het lemma van Siegel. Dit resultaat, de stelling van Gelfond-Schneider, bewees de transcendentie van getallen, zoals de {\displaystyle e^{\pi }} en de constante van Gelfond-Schneider.
De volgende grote doorbraak op dit gebied deed zich voor in de jaren 1960, toen Alan Baker vooruitgang boekte bij een probleem dat Gelfond had gesteld over lineaire vormen in logaritmen. Gelfond zelf was erin geslaagd een niet-triviale ondergrens te vinden voor de grootheid
{\displaystyle |\beta _{1}\log \alpha _{1}+\beta _{2}\log \alpha _{2}|},
waarin alle vier de onbekenden algebraïsch zijn, de {\displaystyle \alpha }'s noch nul noch een zijn en de {\displaystyle \beta }'s irrationaal zijn. Het vinden van soortgelijke ondergrenzen voor de som van drie of meer logaritmen was Gelfond echter niet gelukt. Het bewijs van de stelling van Baker  bevatte wel zulke ondergrenzen. Als bijproduct loste Baker het klassegetalprobleem van Gauss op voor klassegetal een. Voor dit werk won Baker de Fields-medaille voor het gebruik ervan bij het oplossen van diofantische vergelijkingen. Vanuit een zuiver transcendent getal theoretisch gezichtspunt, had Baker bewezen dat als {\displaystyle \alpha _{1},\ldots ,\alpha _{n}} algebraïsche getallen zijn, geen van hen nul of een zijn, en dat {\displaystyle \beta _{1},\ldots ,\beta _{n}} algebraïsche getallen zijn, zodanig dat {\displaystyle 1,\beta _{1},\ldots ,\beta _{n}} lineair onafhankelijk zijn over de rationale getallen, dat dan het getal
{\displaystyle \alpha _{1}^{\beta _{1}}\alpha _{2}^{\beta _{2}}\cdot \ldots \cdot \alpha _{n}^{\beta _{n}}}
transcendent is.

### Andere technieken: van Cantor tot Zilber
In de jaren 1870 begon Georg Cantor met de ontwikkeling van zijn verzamelingenleer. In 1874 publiceerde Cantor een artikel, waarin hij bewees dat de algebraïsche getallen in een een-op-een correspondentie met de verzameling van de natuurlijke getallen kunnen worden gebracht, en dat de verzameling van de transcendente getallen dus overaftelbaar moet zijn. Later, in 1891, gebruikte Cantor zijn meer bekende diagonaalargument om hetzelfde resultaat te bewijzen. Hoewel Cantors resultaat vaak wordt geciteerd als zijnde zuiver existentieel en dus onbruikbaar voor de constructie van ook maar een enkel  transcendent getal, geven de bewijzen in beide voornoemde artikelen methoden om transcendente getallen te construeren
Hoewel Cantor de verzamelingentheorie gebruikte om de volheid van de transcendente getallen te bewijzen, is een recente ontwikkeling het  gebruik van de modeltheorie geweest bij pogingen om een onopgelost probleem in de transcendente getaltheorie te bewijzen. Het probleem is het bepalen van de transcendentiegraad van het veld
{\displaystyle K=\mathbb {Q} (x_{1},\ldots ,x_{n},e^{x_{1}},\ldots ,e^{x_{n}})}
voor complexe getallen {\displaystyle x_{1},\ldots ,x_{n}}, die lineair onafhankelijk zijn over de rationale getallen. Stephen Schanuel poneerde het vermoeden dat het antwoord {\displaystyle n} is, maar er is geen bewijs bekend. In 2004 publiceerde  Boris Zilber echter een artikel dat modeltheoretische technieken gebruikte om een structuur te creëren die zich gedraaft als de complexe getallen uitgerust met de operaties van optellen, vermenigvuldigen en machtsverheffen. Bovendien gaat in deze abstracte structuur het vermoeden van Schanuel inderdaad op.
Helaas is het nog niet bekend dat deze structuur in feite hetzelfde als de complexe getallen uitgerust met de genoemde operatiesn, het kan goed zijn dat het vermoeden van Schanuel onwaar is en dat er een andere abstracte structuur bestaat die zich op gelijkaardige gedraagt als de complexe getallen, maar waar het vermoeden van Schanuel opgaat. Zilber gaf verschillende criteria die zouden bewijzen dat de structuur in kwestie gelijk was aan {\displaystyle \mathbb {C} }, maar kon niet bewijzen dat de zogenaamde sterke exponentiële sluitingsaxioma. Het eenvoudigste geval van dit axioma is inmiddels bewezen,, maar een bewijs dat het in volle algemeenheid opgat is nodig om het bewijs van het vermoeden van Schanuel te voltooien.

## Benaderingen
Een typisch probleem in dit gebied van de wiskunde is het uit werken van de vraag of een bepaald getal transcendent is. Cantor gebruikte een kardinaliteitsargument om aan te tonen dat er slechts een aftelbaar aantal  algebraïsche getallen bestaat, en dus zijn bijna alle getallen transcendent. Transcendente getallen vormen daarom het typische geval; dit mag zo zijn, het kan echter uiterst moeilijk zijn om te bewijzen dat een gegeven getal transcendent, of zelfs gewoon irrationeel is.
Om deze reden werkt de transcendentietheorie vaak naar een meer kwantitatieve benadering. Dus gegeven een bepaald complex getal {\displaystyle \alpha } kan men zich afvragen hoe dicht {\displaystyle \alpha } bij een algebraïsch getal ligt. Als men bijvoorbeeld veronderstelt dat het getal {\displaystyle \alpha } algebraïsch is, dan kan men laten zien dat het een zeer hoge graad of een minimale polynoom met zeer grote coëfficiënten moet hebben? Uiteindelijk als het mogelijk is om aan te tonen dat een eindige graad of grootte van de coëfficiënt voldoende is, dan moet het getal transcenden zijn. Aangezien een getal {\displaystyle \alpha } dan en slechts dan transcendent is als {\displaystyle P(\alpha )\neq 0} voor elke niet-nulzijnde veelterm {\displaystyle P} met geheeltallige coëfficiënten, dit probleem kan worden benaderd door te proberen ondergrenzen van de vorm 
{\displaystyle |P(a)|>F(A,d)}
te vinden, waar de rechterkant enige positieve functie is, die afhangt van een enige maat {\displaystyle A} van de grootte van de coëfficiënten van {\displaystyle P} en haar graden {\displaystyle d}, en zodanig dat deze ondergrenzen op alle {\displaystyle P\neq 0} van toepassing zijn. Een dergelijke grens noemt men een transcendentiemaat.
Het geval van {\displaystyle d=1} is die van de "klassieke" diofantische benadering. Dit geval vraagt om ondergrenzen voor
{\displaystyle |ax+b|}
De methoden van de transcendentietheorie en de diofantische benadering hebben veel gemeen: ze maken beide gebruik van het ondersteunende functie concept.

## Belangrijke resultaten
De stelling van Gelfond-Schneider was de grote vooruitgang in de transcendentietheorie in de periode 1900-1950. In de jaren 1960 blies de methode van Alan Baker over lineaire vormen in logaritmen van algebraïsche getallen de transcendentietheorie nieuw leven in, met toepassingen in tal van klassieke problemen en de diofantische vergelijkingen.

## Open problemen
Hoewel de stelling van Gelfond-Schneider bewees dat een grote klasse van getallen transcendent was, was deze klasse nog steeds aftelbaar. Van vele bekende wiskundige constanten is nog niet bekend of zij al dan niet transcendent zijn, en in sommige gevallen is het zelfs niet bekend of ze rationaal of irrationaal zijn. Een gedeeltelijke lijst kan worden gevonden in het artikel, transcendent getal.
Een groot probleem in de transcendentietheorie is te laten zien dat een bepaalde verzameling van getallen algebraïsch onafhankelijk is, dit in plaats van te laten zien dat de individuele elementen transcendent zijn. Dus hoewel wij weten dat {\displaystyle e} en {\displaystyle \pi } transcendent zijn, impliceert dit niet dat {\displaystyle e+\pi } transcendent is, noch andere combinaties van deze twee (met uitzondering van {\displaystyle e^{\pi }}, de constante van Gelfond, waarvan bekend is dat zij transcendent is). Een ander groot probleem is het omgaan met getallen, die niet gerelateerd zijn aan de exponentiële functie. De belangrijkste resultaten in de transcendentietheorie hebben de neiging om rond {\displaystyle e} en de logaritmische functie te draaien, wat betekent dat men van geheel nieuwe methoden vaak vereist dat deze op elementaire wijze moeten omgaan met getallen die niet op een elementaire manier in termen van deze twee objecten kunnen worden uitgedrukt.
Het vermoeden van Schanuel zou het eerste van deze problemen gedeeltelijk oplossen aangezien het gaat over algebraïsche onafhankelijkheid en het inderdaad zou bevestigen dat {\displaystyle e+\pi } transcendent is. Het vermoeden draait echter nog steeds om de exponentiële functie en zou dus niet noodzakelijkerwijs iets zeggen over getallen, zoals de constante van Apéry of de constante van Euler-Mascheroni. Een ander uiterst moeilijk onopgelost probleem is het zogenaamde constante- of identiteitsprobleem.

## Voetnoten
1. ↑  (en)  Bourbaki, N, Elements of the History of Mathematics, Springer (1994).
2. ↑  (en)  A. Gelfond, Transcendental and algebraic numbers', Dover Publications Inc, (1960), blz. 2.
3. ↑  (la)  Euler, L., Introductio in analysin infinitorum, Lausanne, 1748.
4. ↑  (fr)  Liouville, J., Sur les classes très étendues de quantités dont la valeur n'est ni algébrique ni même réductible à des irrationelles algébriques, Comptes Rendus Acad. Sci. Paris 18, (1844), blz. 883-885, 910-911; Journal Math. Pures et Appl. 16, (1851), blz. 133-142.
5. ↑  (de)  A. Thue, Über Annäherungswerte algebraischer Zahlen, Journal für die reine und angewandte Mathematik. 135, (1909), blz.284-305
6. ↑  (de)  C.L. Siegel, Approximation algebraischer Zahlen, Math. Zeitschrift, 10, (1921), blz.172-213.
7. ↑  (en)  K.F. Roth, Rational approximations to algebraic numbers and Corrigendum, Mathematika 2, (1955), blz.1-20; blz.168.
8. ↑  (en)  K. Mahler, On the Approximation of {\displaystyle \pi } (Over de benadering van π), Nederl. Akad. Wetensch. Proc. Ser. A. 56; Indagationes Math. 15, (1953), blz. 30-42.
9. ↑  (fr)  Hermite, C., Sur la fonction exponentielle, CR Acad. Sci. Paris, 77, (1873).
10. ↑  (de)  F. Lindemann, Über die Zahl {\displaystyle \pi }, Mathematische Annalen, 20, (1882), blz.213-225.
11. ↑  (de)  K. Weierstrass, Zu Lindemann's Abhandlung  „Über die Ludolph'sche Zahl“., Sitzungber. Königl. Preuss. Akad. Wissensch. zu Berlin2, (1885), blz.1067-1086.
12. ↑  (fr)  A.O. Gel'fond, Sur le Septième Problème de D. Hilbert, IZV. Akad. Nauk SSSR7, (1934), blz.623-630.
13. ↑  (de)  Schneider, T., Transzendenzuntersuchungen periodischer Funktionen. I. Transzendenz von Potenzen, J. reine Angew. Math. 172, (1934), blz.65-69.
14. ↑  (en)  A. Baker, Linear forms in the logarithms of algebraic numbers. I, II, III, Mathematika13, (1966), blz.204-216; ibid. 14, (1967), pp.102-107; ibid. 14, (1967), pp.220-228.
15. ↑  (de)  G. Cantor, Über eine Eigenschaft des Inbegriffs aller reellen algebraischen Zahlen, J. Reine Angew. Math. .77, (1874), blz.258-262
16. ↑  (de)  G. Cantor, Über eine Frage der elementaren Mannigfaltigkeitslehre, Jahresbericht der Deutschen Mathematiker-Vereinigung, 1, (1891), blz.75-78.
17. ↑  (en)  M. Kac en U. Stanislaw, Mathematics and Logic, Fredering A. Praeger, (1968), blz. 13.
18. ↑  (en)  E.T. Bell, Men of Mathematics, New York:. Simon & Schuster, (1937), blz.569
19. ↑  (en)  R. Gray, Georg Cantor and Transcendental Numbers, Amer. Math. Monthly, 101, (1994), nr.9, blz.819-832.
20. ↑  (en)  B. Zilber ,Pseudo-exponentiation on algebraically closed fields of characteristic zero, Annals of Pure and Applied Logic, 132, (2005), blz. 67-95.
21. ↑  (en)  D. Marker, A remark on Zilber’s pseudoexponentiation, J. Symbolic Logic Volume, 71, Issue 3, (2006), blz.791-798.
22. ↑  (en)  D. Richardson, Some Undecidable Problems Involving Elementary Functions of a Real Variable, J. symbolische logica 33, (1968), blz.514-520.

## Websites
- (en)  Schanuel's Conjecture (Mathworld)